# Hans Hugo Lauer
Hans Hugo Lauer (* 18. April 1934 in Wetzlar; † 12. September 2012) war ein deutscher Medizinhistoriker.

## Herkunft und Leben
Hans H. Lauer war der Sohn eines Pfarrers und studierte seit 1954 Medizin, Philosophie und Geschichte an den Universitäten Bonn, Freiburg im Breisgau und Wien. 1961 absolvierte er das medizinische Staatsexamen an der Universität Bonn und promovierte 1962 zum Dr. med. Anschließend war er Medizinalassistent an verschiedenen Universitätskliniken in Bonn und Heidelberg. 1964 erhielt er seine Approbation. Von 1964 bis 1972 war er wissenschaftlicher Assistent am Institut für Geschichte der Medizin der Universität Heidelberg. Er studierte unter anderem Arabistik und habilitierte sich 1969. Von 1967 bis 1969 war er Honorary Research Assistant bei der Wellcome Foundation in London und am University College London. 1971 wurde er Leiter der Außenstelle des Instituts für Geschichte der Medizin in Mannheim. In Heidelberg war er ab 1972 wissenschaftlicher Rat, Privatdozent (1972) und außerplanmäßiger Professor (1973). Er wurde 1973 ordentlicher Professor an der Universität Marburg und Leiter des dortigen Instituts für Geschichte der Medizin. 1999 wurde er emeritiert.
Lauer befasste sich mit arabischen Einflüssen auf die mittelalterliche europäische Medizin, Volksmedizin und Gesundheitsverhalten, Überlieferungsgeschichte der Materia medica bis zum Beginn der Neuzeit und Regionalgeschichte der Medizin in Marburg und Hessen.
Von ihm stammen medizinhistorische Beiträge zum Lexikon des Mittelalters und der Neuen Deutschen Biographie.

## Veröffentlichungen (Auswahl)
- Taumellolch (šailam) in einem arabischen Zauberrezept. In: Sudhoffs Archiv. Band 1965, S. 37–49.
- Geschichtliches zur Koronarsklerose. Unter Mitwirkung von Lothar Baur (Fotografie). Byk Gulden, Konstanz 1971.
- Lebenswelt und Gesundheit bei Hildegard von Bingen. Bundesvereinigung für Gesundheitserziehung, Bonn 1986.
- Die medizinische Poliklinik in Marburg und die Anfänge ihrer Selbstständigkeit. Elwert, Marburg 1994.
- mit Gerhard Aumüller u. a.: Die Marburger Medizinische Fakultät im „Dritten Reich“ (= Academia Marburgensis. 8). 2001.
- als Hrsg. mit G. Aumüller: Kontinuität und Neuanfang in der Deutschen Hochschulmedizin nach 1945. Schüren Verlag, Marburg 1997.
- Zur Überlieferungsgeschichte der Salep-Wurzel. In: G. Keil, R. Rudolf, W. Schmitt, H. J. Vermeer (Hrsg.): Fachliteratur des Mittelalters. Festschrift für Gerhard Eis. J. B. Metzler, 1968.
- Von der Materia medica zur experimentellen Pharmakologie. In: Festschrift 125 Jahre Pharmakologisches Institut Marburg. Elwert, Marburg 1992.
- Wissenschaft im Wandel. Marburger Physiologen auf dem Weg ins 19. Jahrhundert. In: Medizin und Kultur. Festschrift Dietrich von Engelhardt. Schattauer, Stuttgart 2001.
- Krankheit und Moral. Zur Prävention venerischer Erkrankungen. In: Ensemble aus Kultur und Medizingeschichte. Festschrift zum 65. Geburtstag von Prof. Dr. Gerhard Aumüller (= Schriften der Universitätsbibliothek Marburg. Band 113). 2008.
- Ethik und ärztliches Denken im arabischen Mittelalter (= Sudhoffs Archiv. Beiheft 28). 1984.
- Zahl und Medizin. In: Janus. Band 53, 1966, S. 161–193.